# Liste der Naturdenkmale in Teuchern

Lage von Teuchern

In der Liste der Naturdenkmale in Teuchern werden die Einzel-Naturdenkmale, Flächennaturdenkmale sowie flächenhafte Naturdenkmale im Burgenlandkreis in der sachsen-anhaltischen Stadt Teuchern und ihren Ortschaften Deuben, Gröben, Gröbitz, Krauschwitz, Nessa, Prittitz und Trebnitz sowie deren Ortsteilen aufgeführt.
In den Veröffentlichungen werden lt. Quellen in 14 Einzel-Naturdenkmale (ND), 3 Flächennaturdenkmale (FND) und 2 flächenhafte Naturdenkmale (NDF) angegeben. Die Angaben der Liste basieren auf Daten des „Geoportal Sachsen-Anhalt“ vom Landesamt für Vermessung und Geoinformation Sachsen-Anhalt und den Meta-Daten der angegebenen Quellen (ND, FND, NDF)

## Definition
„Naturdenkmäler sind rechtsverbindlich festgesetzte Einzelschöpfungen der Natur oder entsprechende Flächen bis zu fünf Hektar, deren besonderer Schutz erforderlich ist
1. aus wissenschaftlichen, naturgeschichtlichen oder landeskundlichen Gründen oder
2. wegen ihrer Seltenheit, Eigenart oder Schönheit.“

Ergänzend zu den lt. BNatSchG registrierten Naturdenkmalen sind in der Gemeinde Teuchern (lt. NatSchG LSA) zurzeit keine geschützten Landschaftsbestandteile (GLB) und geschützte Parks (GP) gelistet, deren Abgrenzungen sich aus den Erläuterungen vom Bundesamt für Naturschutz ergeben.

## Legende
- Bild: zeigt ein vorhandenes Foto des Naturdenkmals
- Nr: zeigt die jeweilige Nr. des Objekts
- Beschreibung: Kurzbeschreibung zum Naturdenkmal
- Lage: zeigt die Koordinaten auf der Karte
- Quelle: Datum/Link zur Referenzquelle

## Einzel-Naturdenkmale
| Bild           | ND-Nr.     | Ortsteil    | Beschreibung | Lage | Quellen |
| -------------- | ---------- | ----------- | --- | ---- | ------- |
| Bild gesucht   | ND 0006WSF | Lagnitz     | Dorfeiche (Quercus) in Lagnitz, an der Straßengabelung Lagnitzer Straße | ⊙    | [ 1 ]   |
| Weitere Bilder | ND 0008WSF | Obernessa   | Stieleichen (Quercus robur) am Kriegerdenkmal in Obernessa, Pegauer Straße gegenüber der Kirche                                                                            | ⊙    | [ 1 ]   |
| Weitere Bilder | ND 0012WSF | Unternessa  | Stieleiche (Quercus robur) in Unternessa, nördlich Dorfstraße | ⊙    | [ 1 ]   |
| Bild gesucht   | ND 0022WSF | Teuchern    | Stieleiche (Quercus robur) am Friedhofsgelände Schafberg in Teuchern, östlich neben Bodendenkmal der ehemaligen Spornburg „Glockenberg“ (siehe Bodendenkmal-ID: 428300031) | ⊙    | [ 1 ]   |
| Bild gesucht   | ND 0023WSF | Teuchern    | Ginkgo (Ginkgo biloba) in Teuchern, Grundstück Osterfelder Straße 2 (Flur 11/11-3)                                                                                         | ⊙    | [ 1 ]   |
| Bild gesucht   | ND 0036WSF | Bonau       | Stieleiche (Quercus robur) neben Grundstück Bonauerstraße 8 im Ortsteil Bonau (Flur 2/67)                                                                                  | ⊙    | [ 1 ]   |
| Bild gesucht   | ND 0037WSF | Krauschwitz | Roteiche (Quercus rubra) östlich Krauschwitz an der Verbindungsstraße K2203 nach Krössuln am Bachufer der Rippach                                                          | ⊙    | [ 1 ]   |
| Weitere Bilder | ND 0039WSF | Schelkau    | Stieleiche (Quercus robur) in Schelkau, vor Schelkauer Straße 13 | ⊙    | [ 1 ]   |
| Bild gesucht   | ND 0053WSF | Teuchern    | Stieleiche (Quercus robur) am Schützenplatz in Teuchern (Flur 15/1293) | ⊙    | [ 1 ]   |
| Bild gesucht   | ND 0062WSF | Kistritz    | Stieleiche (Quercus robur) in Kistritz, Ecke Kistritzer Straße/Winkel (Flur 11/45-13)                                                                                      | ⊙    | [ 1 ]   |
| Weitere Bilder | ND 0075WSF | Gröbitz     | Luthereiche neben den Denkmalen Luther- und Kriegerdenkmal (siehe Kulturdenkmal-ID: 09466206 und 09412213) an der Gröbitzer Hauptstraße, neben Haus Nr. 5a (Flur 2/152)    | ⊙    | [ 1 ]   |
| Weitere Bilder | ND 0076WSF | Gröbitz     | Stieleiche (Quercus robur) an der Gröbitzer Hauptstraße (Flur 2/5031), Rückseite vom Herrenhaus, Marx-Engels-Platz 5 (siehe Kulturdenkmal-ID: 09486677)                    | ⊙    | [ 1 ]   |
| Bild gesucht   | ND 0077WSF | Gröbitz     | Friedhofsgelände an der Dorfkirche Gröbitz, Bergstraße 3 (siehe Kulturdenkmal-ID: 09412212) mit alten Baumbestand                                                          | ⊙    | [ 1 ]   |
| Bild gesucht   | ND 0105WSF | Prittitz    | Winterlinde (Tilia cordata) neben der Kirche Prittitz, Am Berg 1 (siehe Kulturdenkmal-ID: 09412244 )                                                                       | ⊙    | [ 1 ]   |

## Flächen-Naturdenkmale
| Bild           | FND-Nr.    | Ortsteil                            | Beschreibung | Lage | Quelle     |
| -------------- | ---------- | ----------------------------------- | --- | ---- | ---------- |
| Weitere Bilder | FND0081BLK | Schelkau Flur 4/5 Trebnitz Flur 7/6 | Maibachtal bei Priesen, mit dem Ratsbeschluss vom 13.12.1972 ausgewiesenes Auwaldgebiet und Feuchtbiotop am Bachlauf des Maibach nordöstlich von Priesen, südlich des Eichberg; nur der nördliche Teil (Schelkau Flur 4/5) und östliche Teil (Trebnitz Flur 7/6) liegen auf dem Gemeindegebiet, während der südliche Teil zu Döschwitz (Gemeinde Kretzschau Flur 5/6) und westliche Teil zu Priesen (Gemeinde Meineweh Flur 11) gehören. Das Areal überschneidet sich tw. mit den Flächen des 1997 eingerichteten Landschaftsschutzgebiet „Maibachtal“. | ⊙    | 13.12.1972 |
| Bild gesucht   | FND0006WSF | Gröbitz Flur 9/9-7                  | das Klosterholz am Südhang der Nautschke befindet sich ca. 1,8 km westlich von Gröbitz | ⊙    | 03.04.1985 |
| Bild gesucht   | FND0045WSF | Gröbitz Flur 9/67-3                 | der Kirschberg Nautschketal am Nordhang der Nautschke befindet sich ca. 600 westlich von Gröbitz | ⊙    | 03.04.1985 |

## Flächenhafte Naturdenkmale
| Bild         | NDF-Nr.    | Ortsteil               | Beschreibung | Lage | Quelle     |
| ------------ | ---------- | ---------------------- | --- | ---- | ---------- |
| Bild gesucht | NDF0001WSF | Nessa Flur 10          | Klettenholz (südwestlicher Teil), nordöstlicher Teil zu Gemarkung Webau                                                                               | ⊙    | 12.06.1997 |
| Bild gesucht | NDF0007WSF | Schelkau Flur 4 (nord) | das Lagnitzer Holz ist ein Auwaldbiotop am Zellschenbach, einem Nebenfluss der Rippach zwischen Schelkau und Lagnitz etwa 700 m nördlich des Eichberg | ⊙    | 23.05.1997 |